# Autoroute A 63
Die Autoroute A 63, früher als Autoroute de la côte Basque, seit April 2014 als Autoroute des Landes bezeichnet, ist eine französische Autobahn mit Beginn in Biriatou an der französisch-spanischen Grenze und dem Ende in Bordeaux. Nach der Aufstufung der N 10 zwischen Saint-Geours-de-Maremne und Belin-Béliet zur Autobahn im Jahr 2013 beträgt deren Gesamtlänge heute 206 km. Sie ist auf gesamter Länge mautpflichtig. Einzig ein 100 Meter langer Abschnitt an der Grenze zu Spanien ist mautfrei. 
Drei Europastraßen führen über die A 63: Die E 5 von Greenock nach Algeciras, die E 70 von A Coruña bis Poti und die E 80 von Lissabon bis Gürbulak.

## Geschichte
- 26. Juni 1973: Eröffnung Saint-Jean-de-Luz-nord – Ciboure (Abfahrt 3 - 2)
- 25. Juni 1976: Eröffnung Ciboure – Frontière Spanien (Abfahrt 2 – AP-8 (Spanien))
- 24. Juli 1977: Eröffnung Arcangues – Saint-Jean-de-Luz-nord (Abfahrt 4 - 3)
- ?. ? 1977: Eröffnung Bordeaux – Cestas (A 630 – Abfahrt 25)
- 15. Juni 1978: Eröffnung Arcangues – Anglet (Abfahrt 4 – 5)
- ?. ? 1979: Eröffnung Cestas – Lacanau-de-Mios (Abfahrt 25 – A 660)
- 27. Juni 1980: Eröffnung Bayonne – Tarnos (Abfahrt 6 – F.P.), (1. Fahrbahn)
- 27. Juni 1980: Eröffnung Bayonne – Anglet (Abfahrt 6 - 5)
- ?. ? 1981: Eröffnung Le Puch – Lacanau-de-Mios (Abfahrt 20 – A 660)
- 15. April 1981: Eröffnung Tarnos – Saint-Geours-de-Maremne (F.P. – Abfahrt 9)
- 15. April 1981: Eröffnung Bayonne – Tarnos (Abfahrt 6 – F.P.), (2. Fahrbahn)
- 10. April 2013: Aufstufung der N 10 zwischen Saint-Geours-de-Maremne und Belin-Béliet (Abfahrt 9 – 20) zur Autobahn

## Großstädte an der Autobahn
- Bayonne
- Bordeaux